# Товстоліс (село)
Товстолі́с — село в Україні, у Киселівській сільській громаді Чернігівського району Чернігівської області. Населення становить 257 осіб. До 2020 орган місцевого самоврядування — Терехівська сільська рада.

## Довідка про заснування села
«Росомачине поле»
Після надання Чернігову в березні 1623 р. магдебурзького права, а також значних земельних масивів, міщани повели активну колонізаційну політику. Невідомий нам ревізор Владислава Вази відзначав, маючи на увазі кінець 1620-х рр., що у Чернігові й волості найбільше людей осіло за останні два-три роки. Як зазначає П. Кулаковський, на початок Смоленської війни чисельність хуторів, заснованих міщанами, суттєво зросла. Привілей на них був виданий канцелярією у березні 1634 р. Мартинові Калиновському, але перелік хуторів у привілеї відображує стан середини 1632 р. Серед них названі Гущин, Старий Млин, Смиків, Хваць, Рижики, Хмельниця над р. Білоусом, Роїще, Халявин, Шульжин, Кірськи, Варинці над р. Стрижнем, Петрушин, Чорторийка, Терехів, Юрсів над р. Свинею, Товстоліс на Росомачиному полі, Піски, Підгірне, Муравейка за Десною.
Топонім «Росомачине поле» походить від прізвища Росомаха. Він прокладає місток у Московські часи — адже саме тоді, в другій половині 16 століття, землями, на яких пізніше виник Товстоліс, володів якийсь Росомаха.
Але тут необхідні певні зауваження.
По-перше, термін «поле» може свідчити про незаселену територію, оскільки запустілі, залишені людьми або зруйновані поселення в документах фігурують як «селища», «городища». Імовірно, за московської доби на товстоліських землях була пустка, звичайне поле, від якого збереглось лише прізвище власника.
По-друге, видається очевидним, що власник поля — Росомаха — не мав відношення до нового поселення, тож його прізвище у назві села не відображено.
По-третє, земельні документи другої половини 17 століття проливають певне світло на географічне розташування Росомачиного поля.
7 червня 1671 року чернігівський міщанин Семен Степанович Соєнко продав чернігівському полковому сотнику Леонтію Артемовичу Полуботку половину поля між хуторами Полуботки і Товстоліс. Семен Соєнко володів полем навпіл з іншим чернігівським міщанином, а своїм зятем Василем Півіновичем (його прізвище явно натякає на відношення до заснування хутора Півці), а саме поле наприкінці документу названо як росомачине, «где есть соевское».
Пізніше, 7 грудня 1685 року, тому ж Леонтію Полуботку свою половину продав і Василь Півінович, на той час райця чернігівський. Він говорить про «половицю пол-соенских на Росомачином полю под местом Чернеговом» ґрунтів.
Приблизно до того ж періоду відноситься ще один подібний документ: 14 липня (не пізніше 1687 року) Василь Півінович, «маючи поля роли под селом Полуботками и Певцами и под Белоус и на росомачином поли, где есть Соинщина, половицю теж по жене своей Соивнне свою власную», також продав цю маєтність Леонтію Полуботку.
Підсумовуючи, вкажемо, що так зване «Росомачине поле» займало чималу площу і розташовувалось на північ від Чернігова, починаючись в районі сучасних Півців і широкою смугою доходячи, поміж Полуботки, до Товстоліса. Західним кордоном Росомачиного поля могла б слугувати річка Стрижень або прибережна зона. На сході межа поля, імовірно, сягала аж за сучасну трасу Чернігів–Товстоліс–Петрушин, за якою починалось різке зниження місцевості — долина річки Замглай. Імовірно, Товстоліс був крайнім північним пунктом Росомачиного поля, оскільки є вагомі підстави ідентифікувати розташований за кілометр на північ від Товстолісу рівчак Трискибівка як місцевість, належну Тимошу Трискибенку (його вдова Устина Тимошиха та сини Михайло і Єрмак Трискибенки 30 липня 1688 року продали «ниву под шляхом великим неподалеко от месте Чернигова идучи, облога з дубровкою, також осмачок на повтори» Леонтію Полуботку).
Нагромадження нових топонімів (Півці, Полуботки, Товстоліс) може свідчити про «патріархальність» Росомачиного поля як давнішої назви даної місцевості. Очевидно, в московську добу поле являло собою велику за розміром пустку, так і незалюднену. Є певні свідчення, що Росомаха виїхав із Чернігова у 1620 році. В такому разі Росомаччина стає власністю Семена Степановича Соєнка, який, в свою чергу, наділяє половиною поля свого зятя Василя Півіновича. Імовірно, окремі частини поля викупили Товстоліси і Полуботки, заснувавши тут власні хутори. А наприкінці 17 століття решту території Росомачиного поля (яке тепер називається подвійно: Росомачине або Соєнське) скупив Леонтій Артемович Полуботок.
Хоча не зовсім зрозуміла роль у володінні Росомачиним полем (всім або частиною) Чернігівського Іллінського монастиря, про що збереглись відомості у наступних документах:
5.02.1661 — жалувана грамота царя Олексія Михайловича чернігівському Іллінському монастирю на підтвердження (гетьманських і полковничих універсалів) на володіння маєтностями, в тому числі і Росомачем полем.
12.04.1676 — жалувана грамота царя Федора Олексійовича чернігівському Іллінському монастирю на підтвердження володіння маєтностями, в тому числі і полем Росомачиним.
26.06.1688 — жалувана грамота царів Івана Олексійовича, Петра Олексійовича та царівни Софії Олексіївни чернігівському Іллінському монастирю на підтвердження володіння маєтностями, в тому числі і полем Росомачиним.
12 червня 2020 року, відповідно до розпорядження Кабінету Міністрів України № 730-р «Про визначення адміністративних центрів та затвердження територій територіальних громад Чернігівської області», увійшло до складу Киселівської сільської громади.
19 липня 2020 року, в результаті адміністративно - територіальної реформи та ліквідації Чернігівського району, село увійшло до складу новоутвореного Чернігівського району Чернігівської області.

### Овсій Петрович Товстоліс
Село засноване представниками родини Товстолісів. У «Родовідній книзі Чернігівського дворянства» (1901 р.) Г. Милорадович навів таку довідку про Товстолісів: «Родоначальник фамилии этой, Петр Товстолес, служил в Польской области и по абшиту короля польского Владислава IV в 1618 году, назван благородным земским писарем повета Речицкого.
Сын его Евсей, по случаю нападения на Польшу разными народами и проходивших междуусобий, оставил там свои имения, перешел в Малую Россию, где продолжал службу Российскому престолу и, по декрету воеводы Черниговского Ивана Комаровского 1640 года, пожалован имением в деревне Ширабовщине, Черниговского повета, которое, по Гетманским универсалам 1680—1690 г., подтверждено за сыном его Павлом и внуком Андреем Павловичем, а от сего последнего это же самое имение, и другие, благоприобретенные им, перешли к дальнейшим потомкам его».
Звичайно, постає питання хто саме з Товстолісів заснував село.
Тут варіантів не так вже й багато. Вельми схоже, що початок поселенню поклав Овсій Петрович Товстоліс, який перебрався з Польщі на територію Малоросії.
Якщо раніше ще можна було вагатись у виборі засновника села між Овсієм Петровичем та його сином Павлом Овсійовичем Товстолісом, який обіймав посаду чернігівського (до 1669) і білоуського сотника (1669—1681 рр.), то уточнення часу заснування села робить подібну дискусію неактуальною.
Принагідно зауважимо, що Овсій Петрович покинув Польщу задовго до 1640 року, коли йому було пожалувано загадкову для нас Ширабовщину. Тому хронологічні аспекти цілком узгоджуються і не мають жодних протиріч.
Таким чином, село заснував наприкінці 1620-х років Овсій Петрович Товстоліс на землях, належних чернігівському магістрату. Пізніше більшість поселень була виведена з-під юрисдикції магістрату і стала власністю чернігівського воєводи Мартина Калиновського. Не маємо точних вказівок, але вважаємо, що з початком Національно-визвольної війни (1648 р.) Калиновський втратив всі свої володіння і Товстоліс повернувся під руку Овсія Товстоліса, який згадується в козацькому реєстрі 1649 року.
Можливо, Овсій, заснувавши хутір і сам оселившись на ньому, мав одного (що вірогідніше) або декількох селян, які працювали на господаря. До війни з поляками козаків у цій місцевості не траплялось (адже козацьку хоругву на північ від Роїща та Петрушина складали насамперед дрібні польські шляхтичі, вона так і називалась — шляхетська козацька хоругва). Разом з тим, після війни ситуація істотно змінюється. Складається враження, що в Товстолісі тепер істотно переважає козацьке населення — особисто вільні люди, головне завдання яких — відбування військової служби. І Овсій Товстоліс в їх оточенні — всього лише перший серед рівних, оскільки у реєстрі 1649 року значиться простим козаком. Це дещо дивно, з огляду на шляхетські корені родоводу Товстолісів. Проте, можливо, в даному випадку це лише відголосок перебування Товстолісів у тіні потужного магната Калиновського, коли той став номінальним власником заснованого Овсієм поселення. До речі, саме на цей період припадає пожалування Товстолісам Ширабовщини у 1640 році, що, по суті, мало замінити втрачене втручанням Калиновського попереднє володіння.
Поступово ситуація виправилась і вже Павло Овсійович займав досить престижний уряд білоуського сотника, що відкривало серйозні перспективи як для кар'єрного зростання, так і для фінансового забезпечення. Разом з тим залишається відкритим питання, чи продовжували Товстоліси мешкати у родовому маєтку.

## Герб
У срібному полі зображені три чорні стріли, одна в стовп, дві нахилені, всі спрямовані вниз до червоного серця. Герб села створено на основі родового герба родини Товстоліс, засновників села.

## Кладовище
За 200 метрів від села, по дорозі від Товстолісу до Терехівки, розташоване кладовище. На ньому є поховання воїнів, що визволяли село від німців.

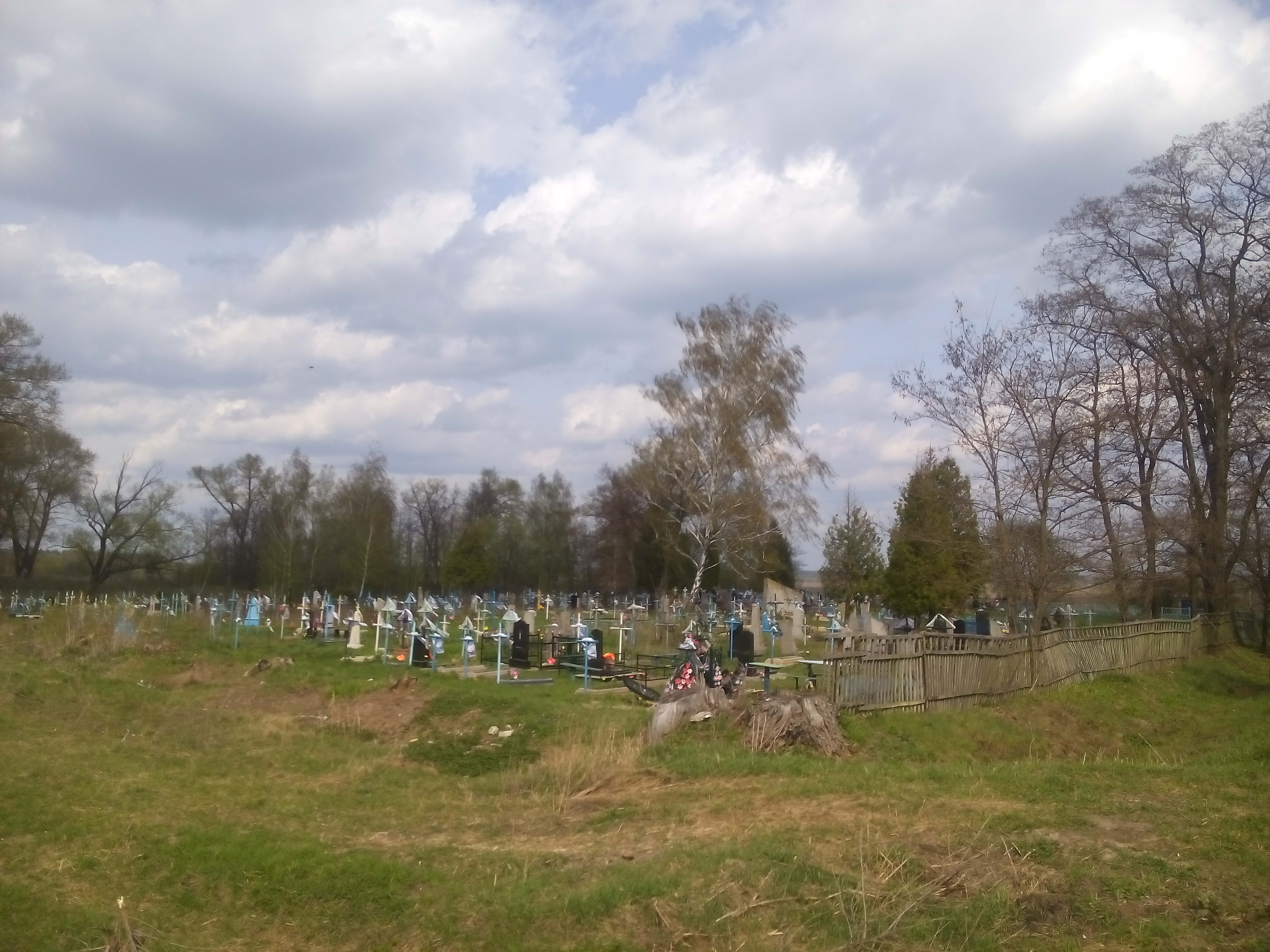
Кладовище, вид із дороги
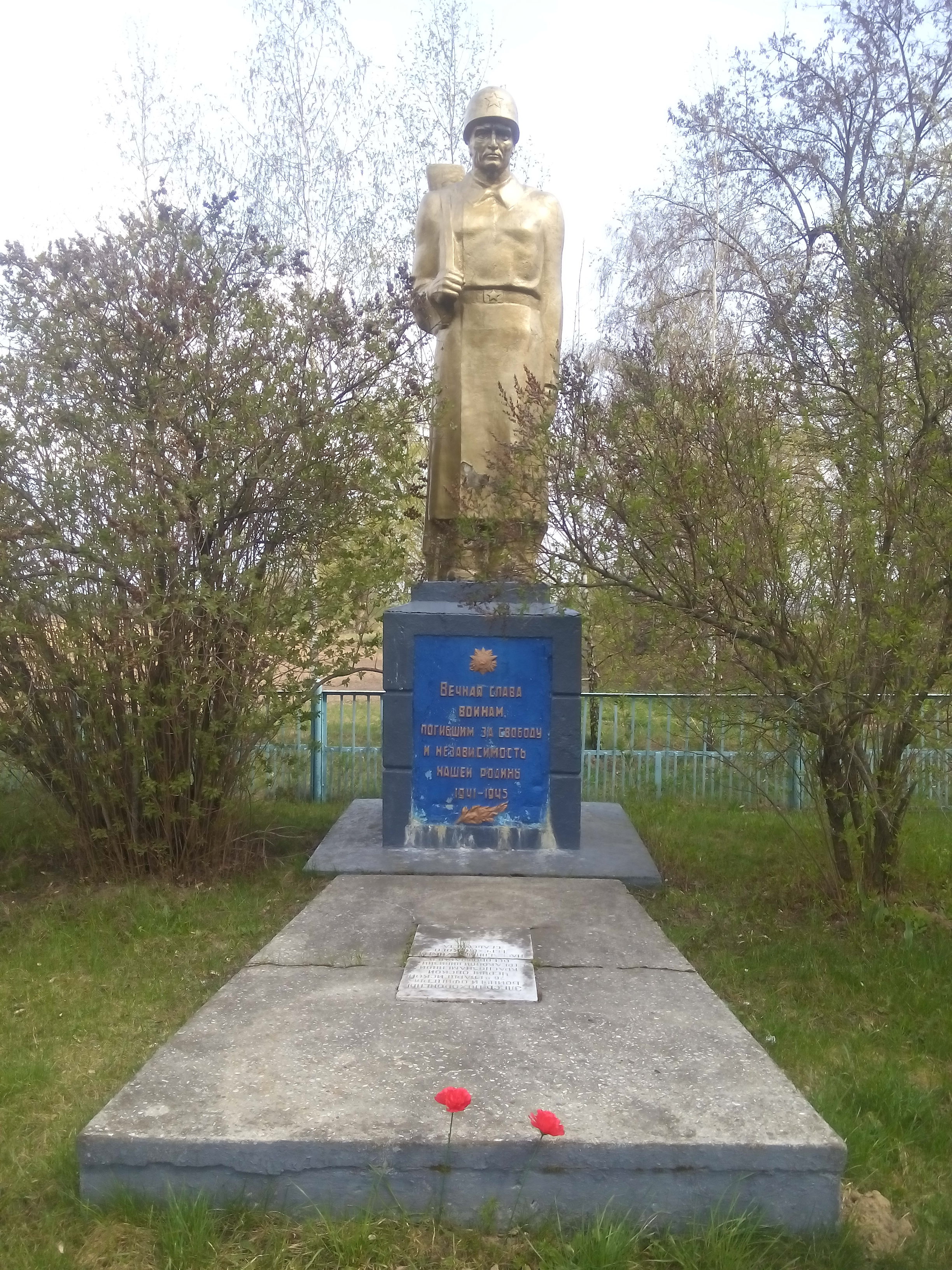
Пам'ятник
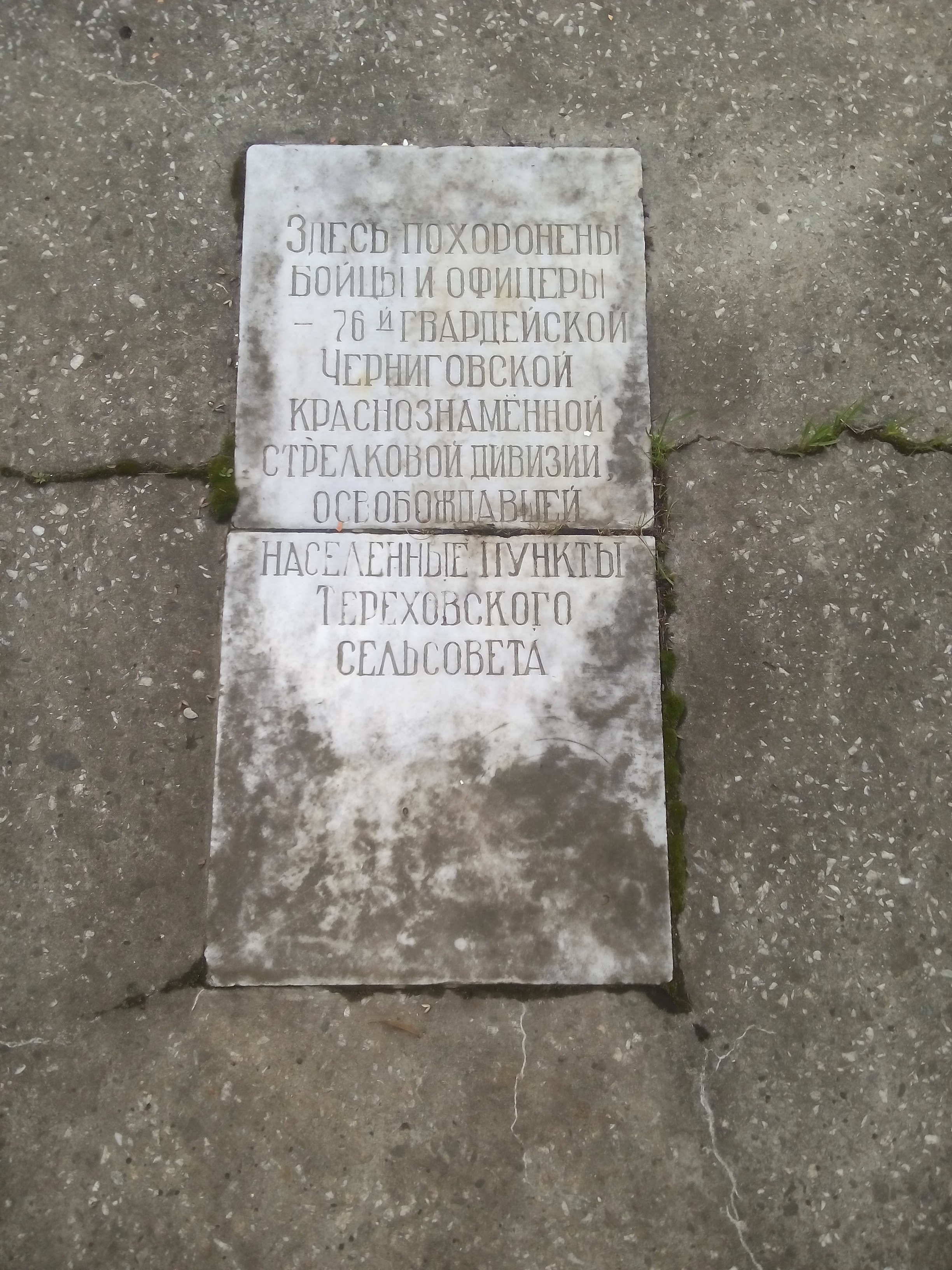
Табличка - "Тут поховані бійці 76 гвардійської Чернігівської червонознаменної стрілкової дивізії, що звільняла населені пункти Тереховської сільради"

## Населення

### Мова
Розподіл населення за рідною мовою за даними перепису 2001 року:
| Мова       | Кількість | Відсоток |
| ---------- | --------- | -------- |
| українська | 248       | 96.5%    |
| російська  | 9         | 3.5%     |
| Усього     | 257       | 100%     |

## Освіта

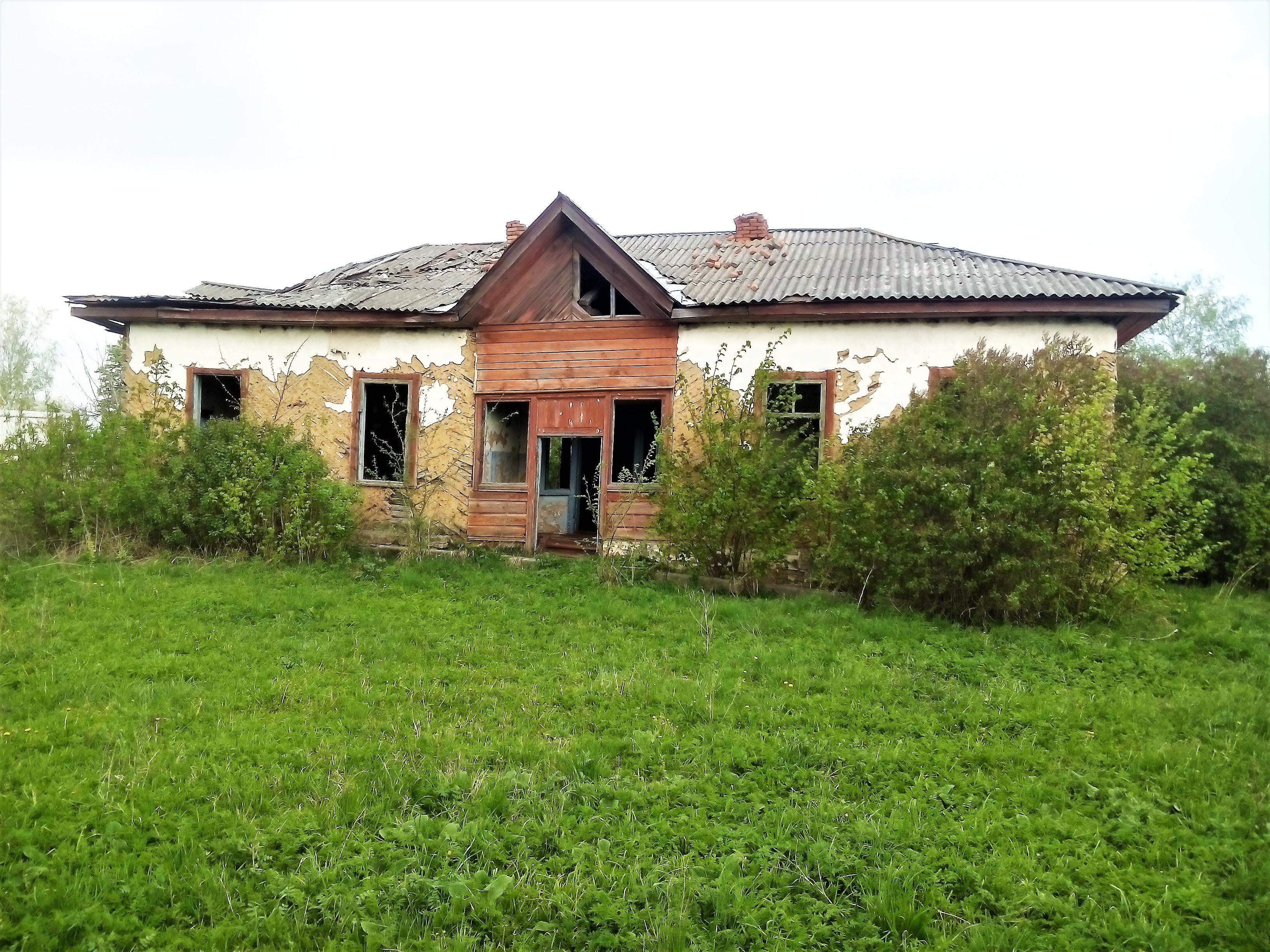
Покинута школа

Ще за радянських часів в селі діяла молодша школа. Але через низьку народжуванність та загальний занепад школу закрили. Тоді діти почали їздити рейсовим автобусом до Малинівки. Згодом дітей почали возити шкільним автобусом до Халявинської загальноосвітньої школи.

## Транспорт

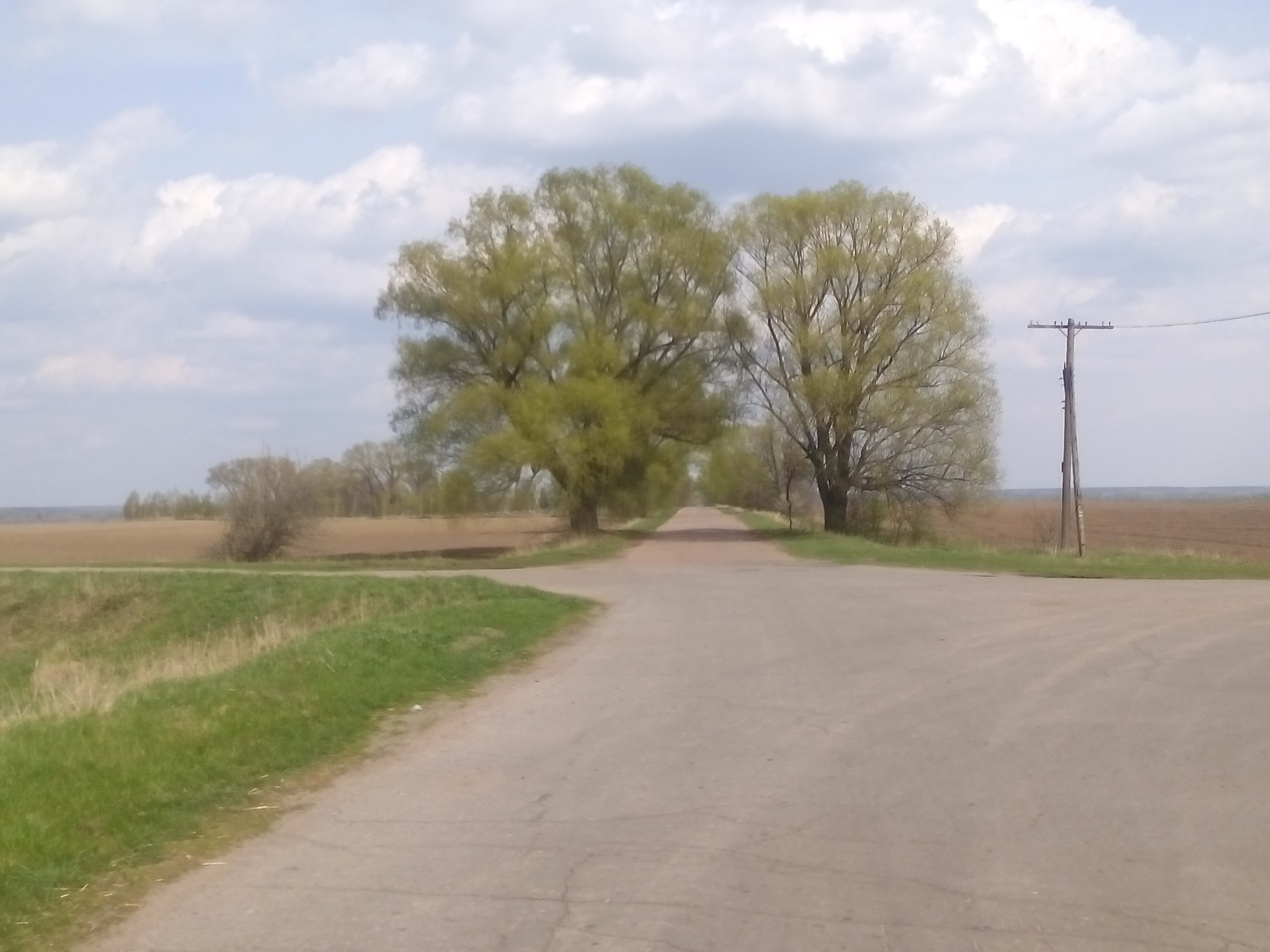
Дорога на Терехівку

Село знаходиться близько від Чернігова — 7 км. Від Олександрівки (район Чернігова) до села прокладена асфальтована дорога. Кілька разів на день через село проїзджає автобус «Чернігів-Петрушин» та «Чернігів-Халявин».

## Галерея

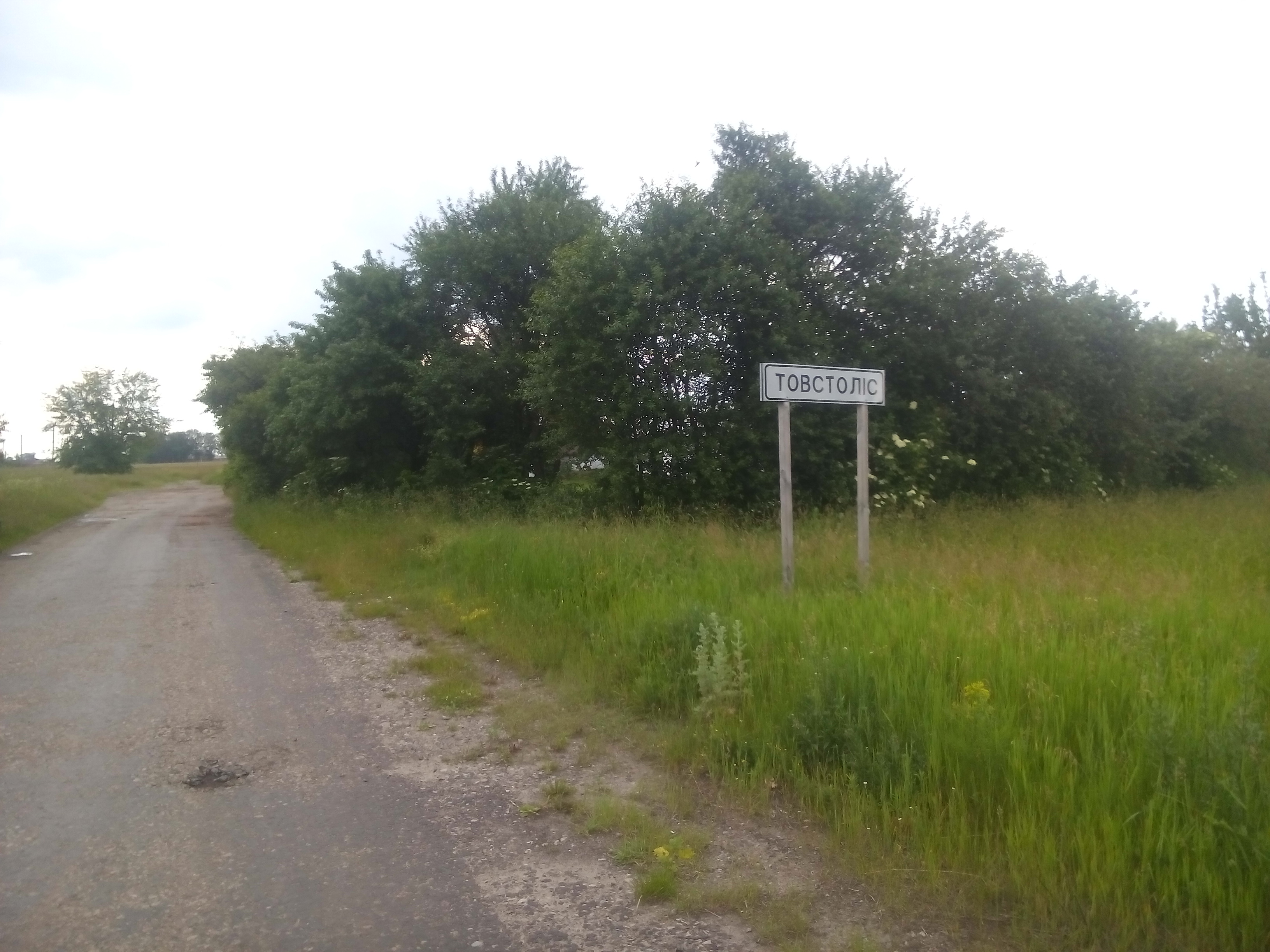
Табличка із назвою села
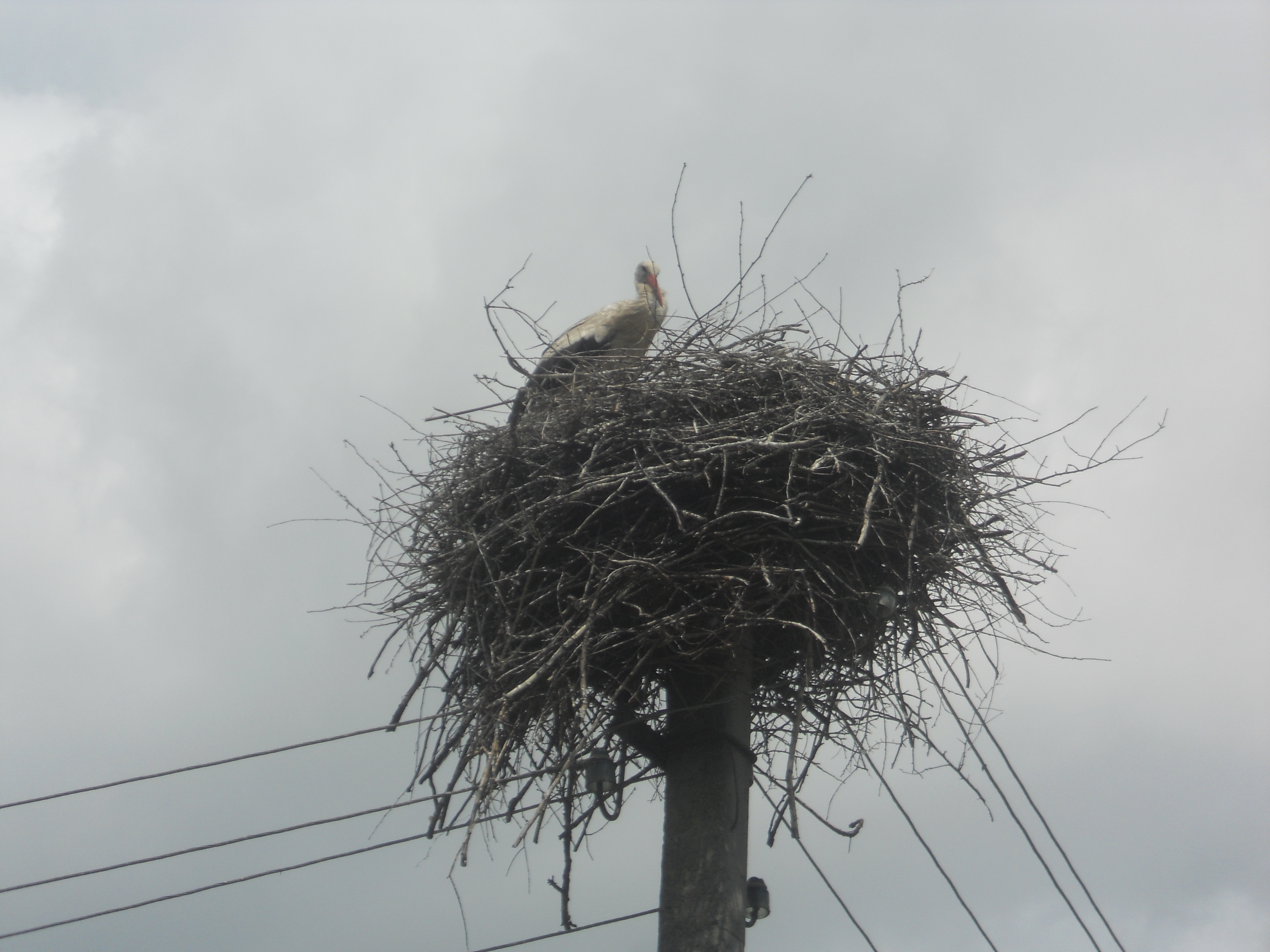
Вулиця Лісова, початок вулиці, гніздо лелеки
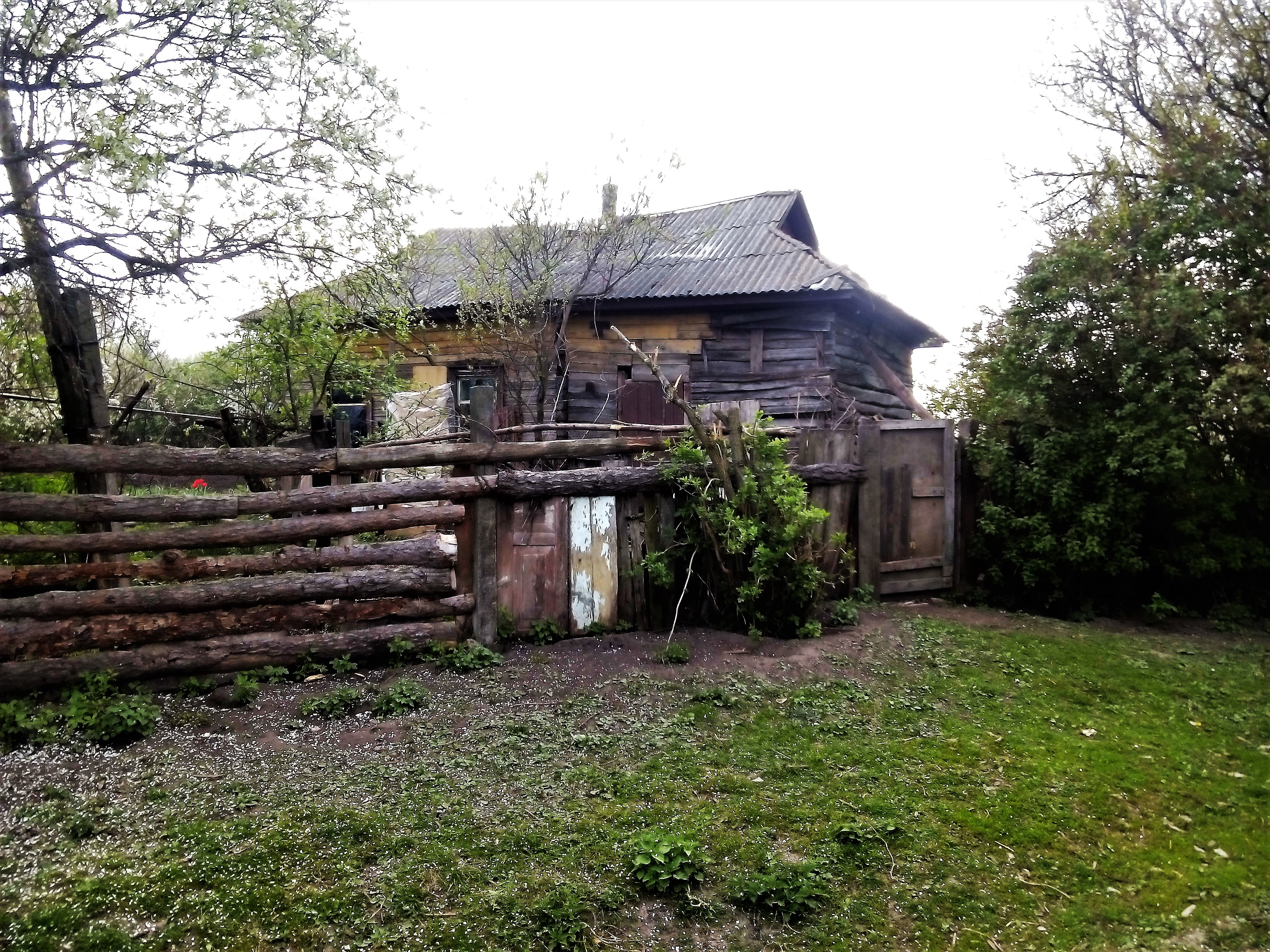
Покинута хата
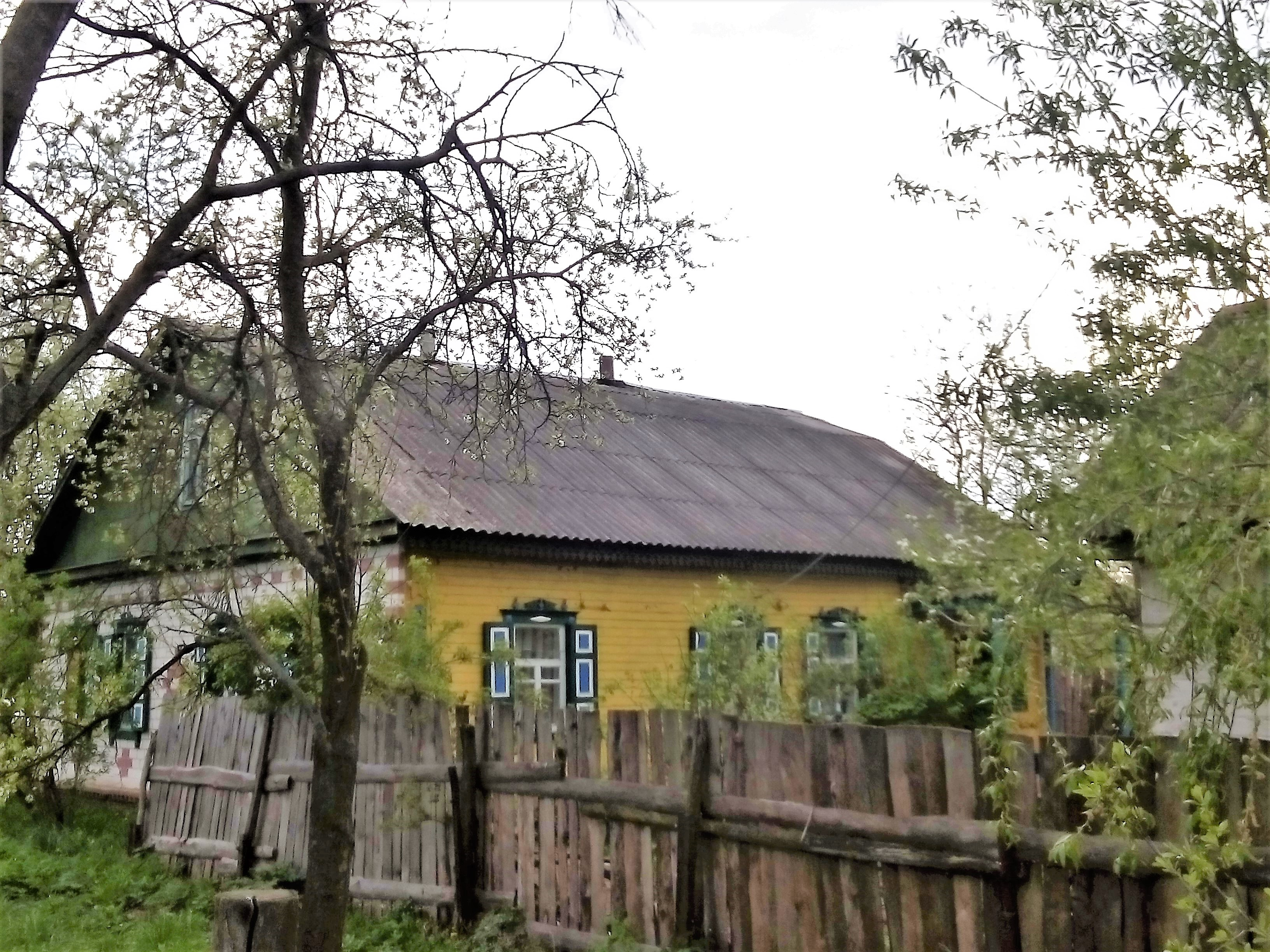
Типова поліська хата по вул. Лісова
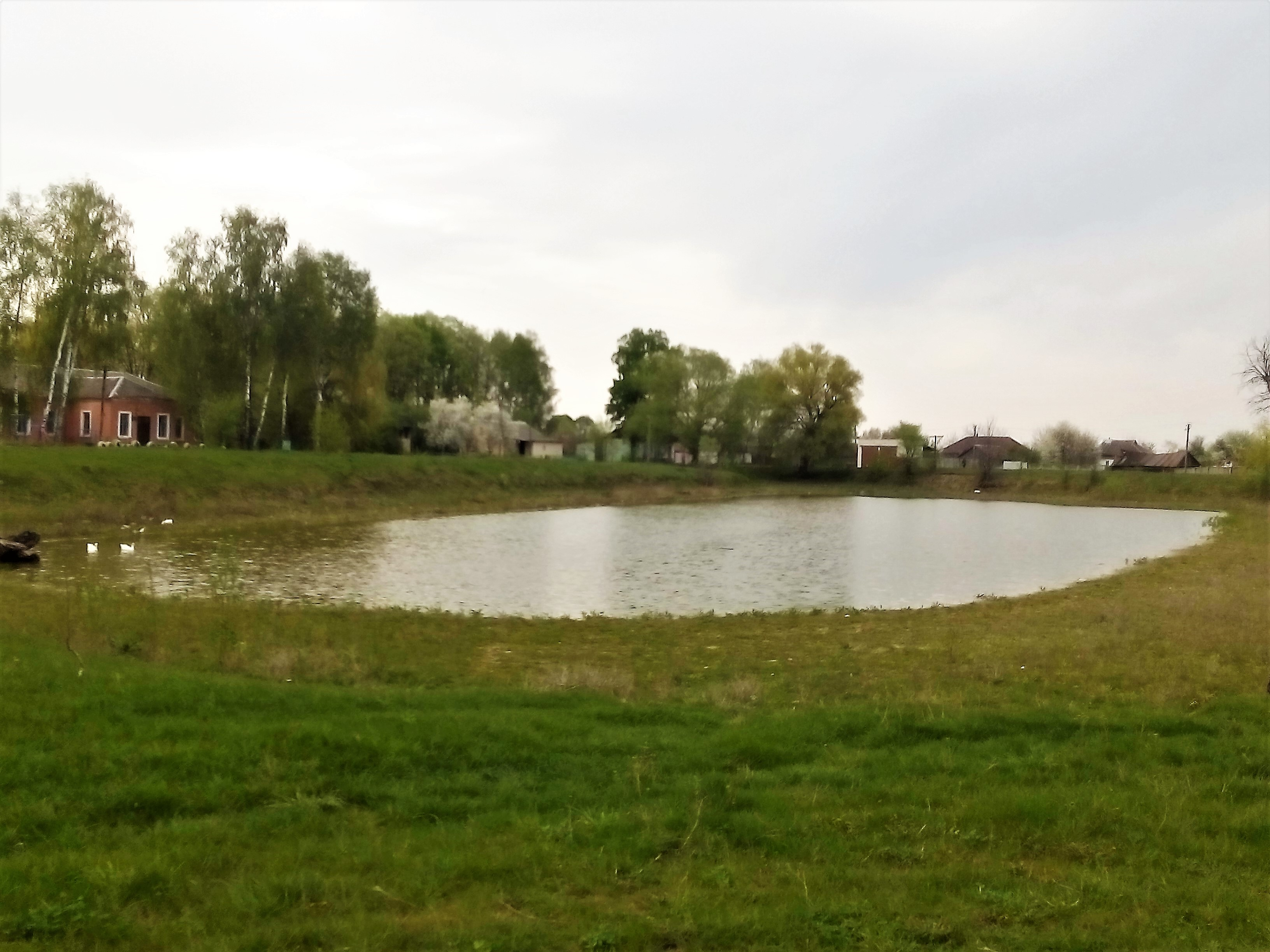
Ставок у центрі села (ліворуч колишній клуб)
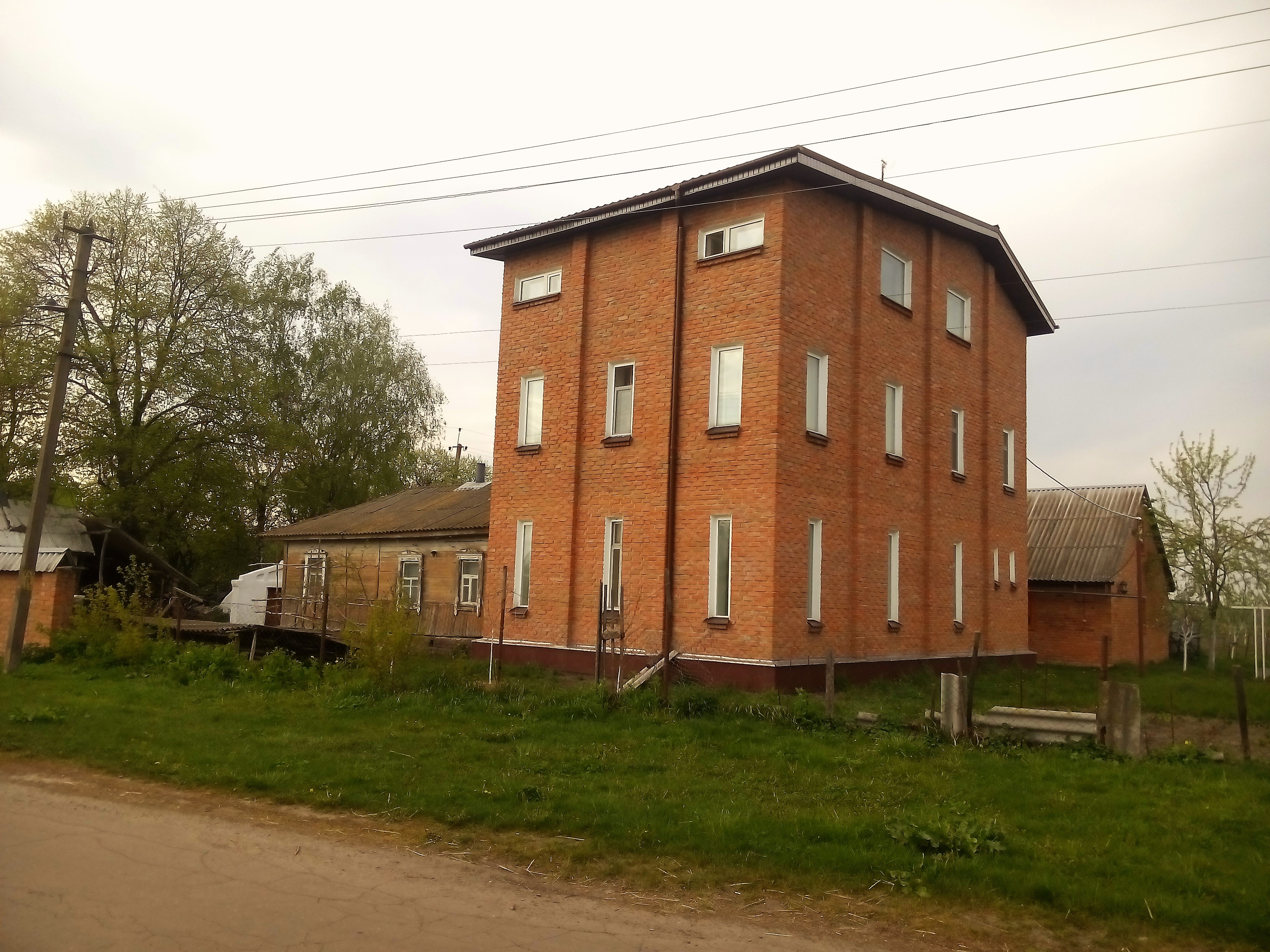
Будинок на центральній вулиці
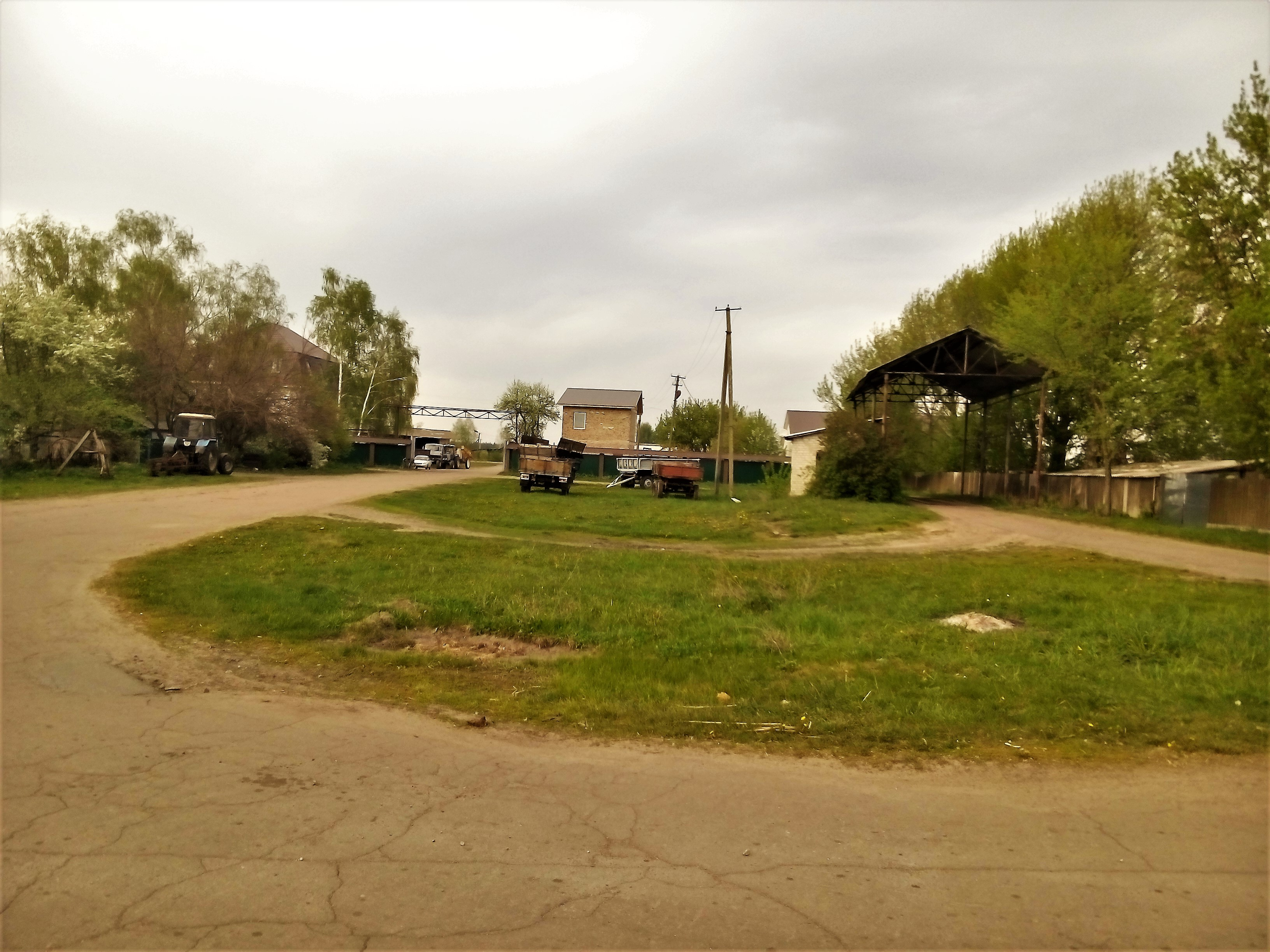
Агропідприємство
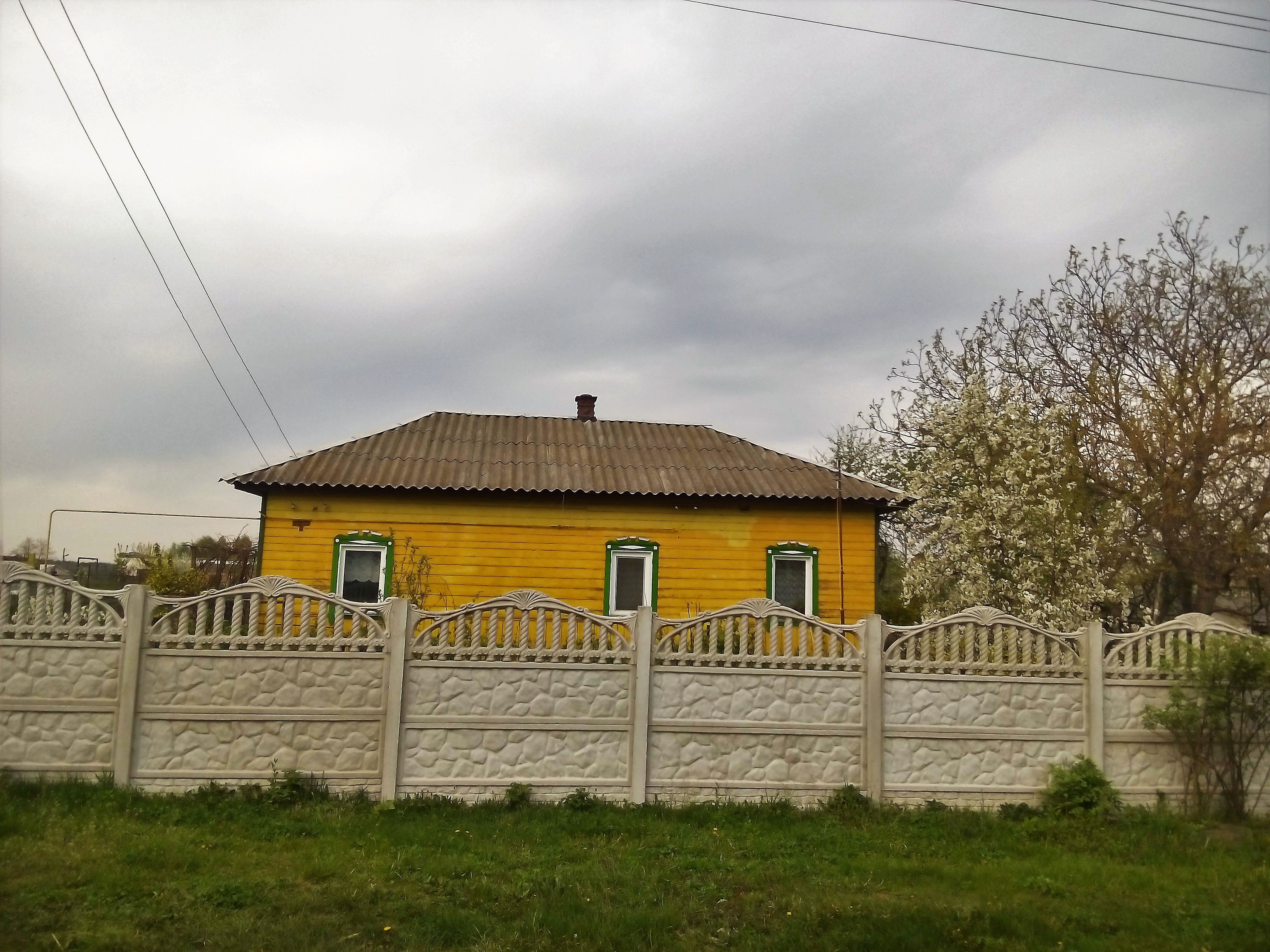
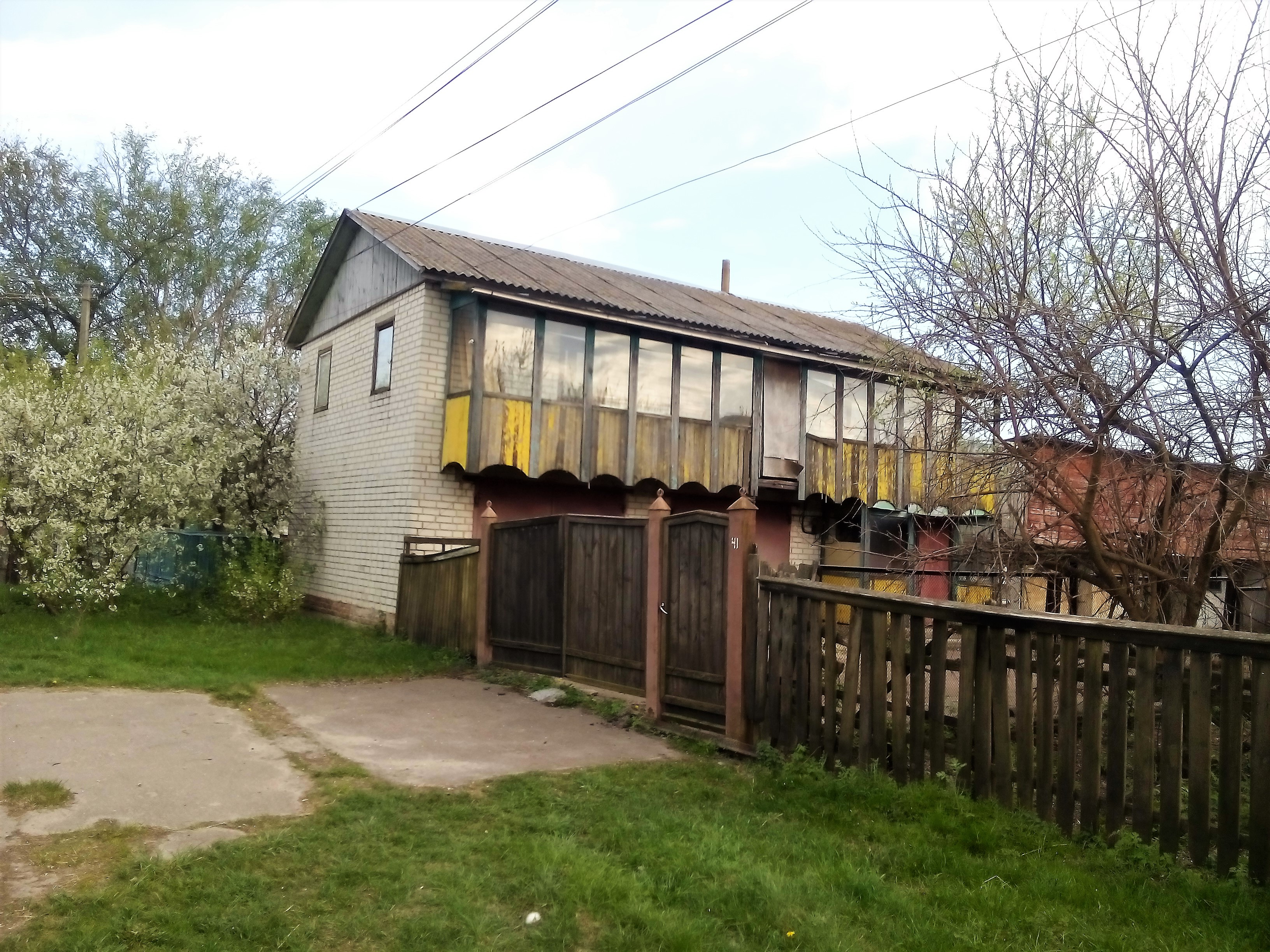
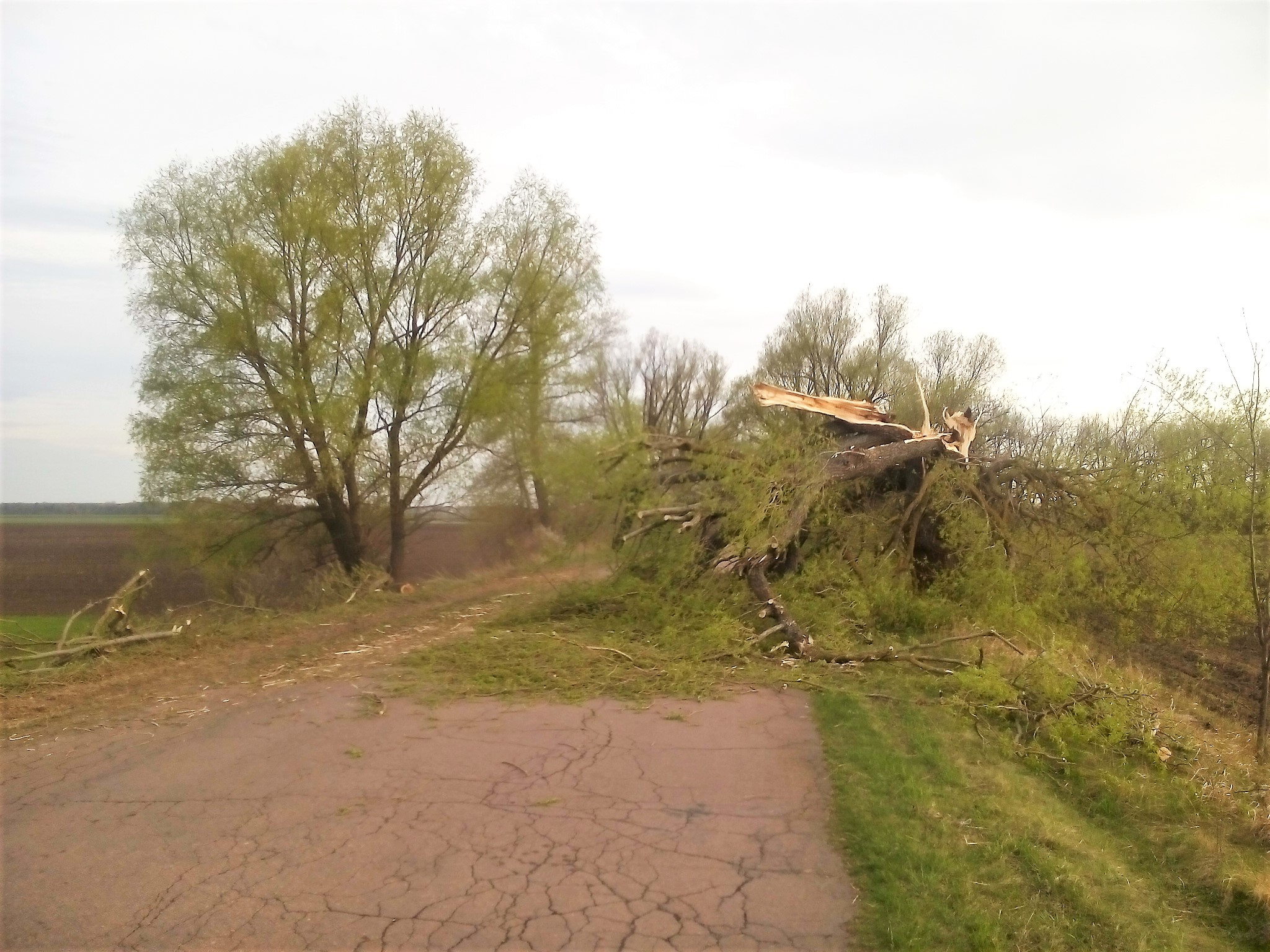
Верба впала на дорогу (квітень 2018)
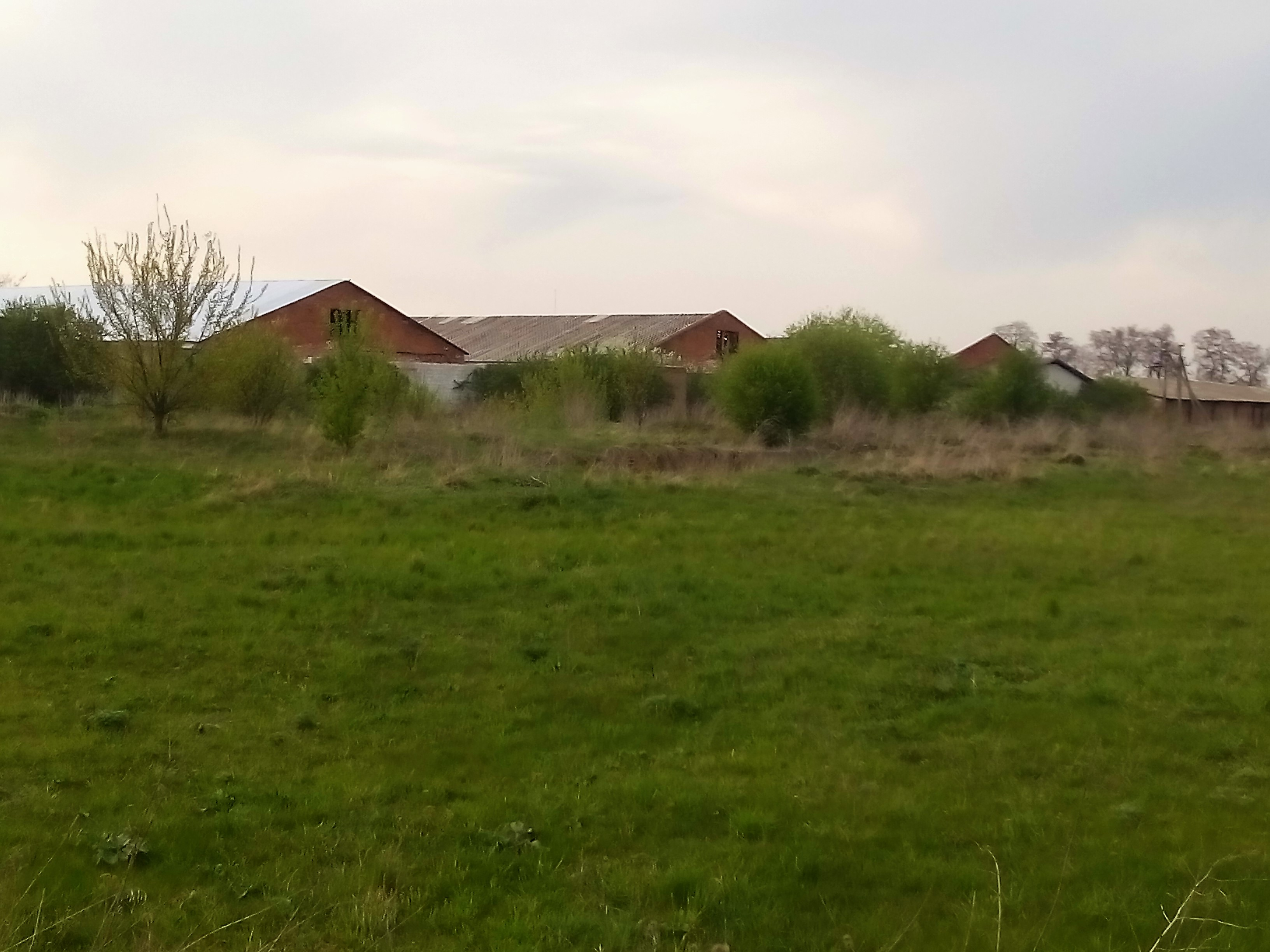
Покинуті ферми
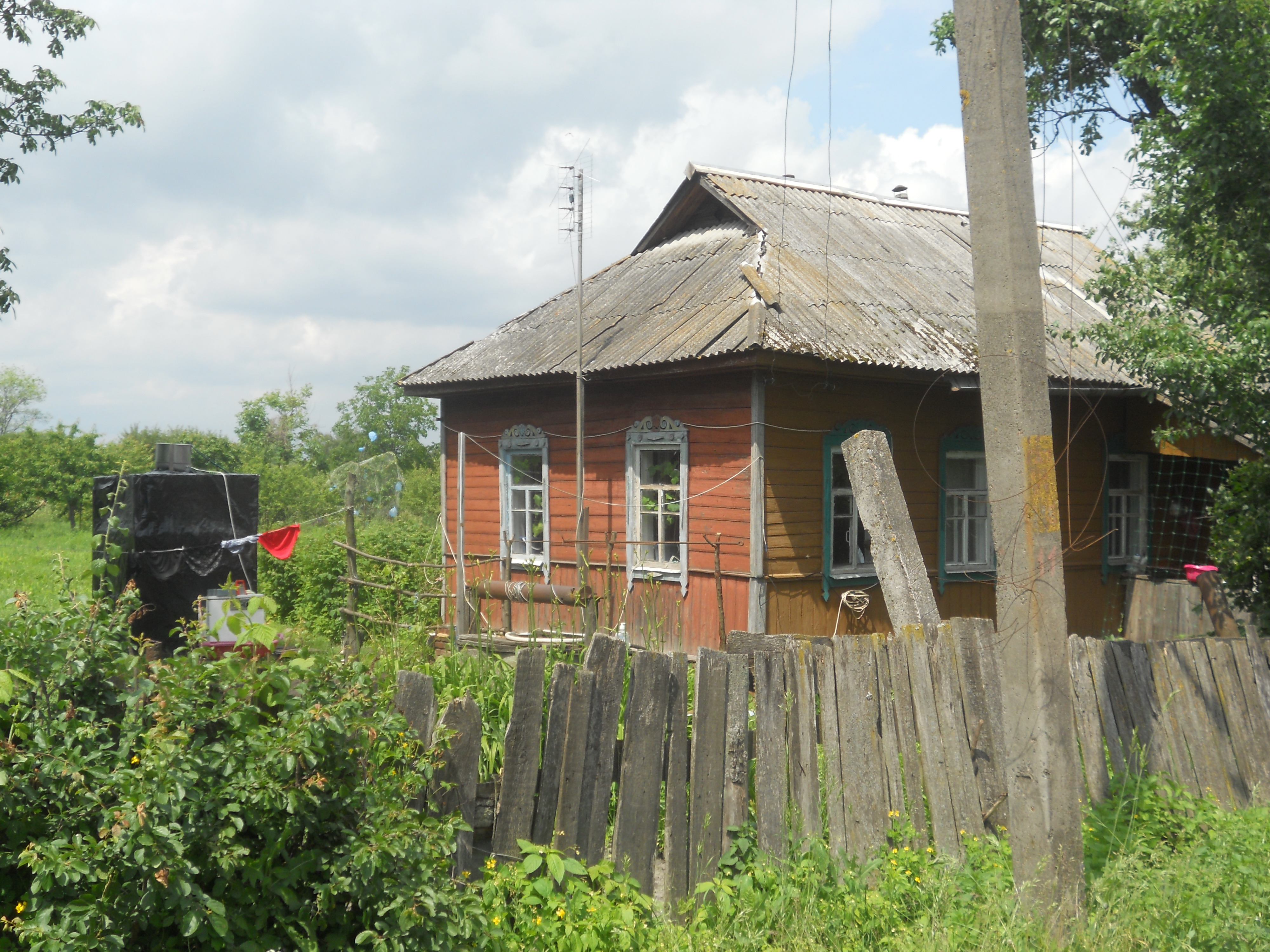
Хата по вулиці Зеленій, збудована у 60х роках
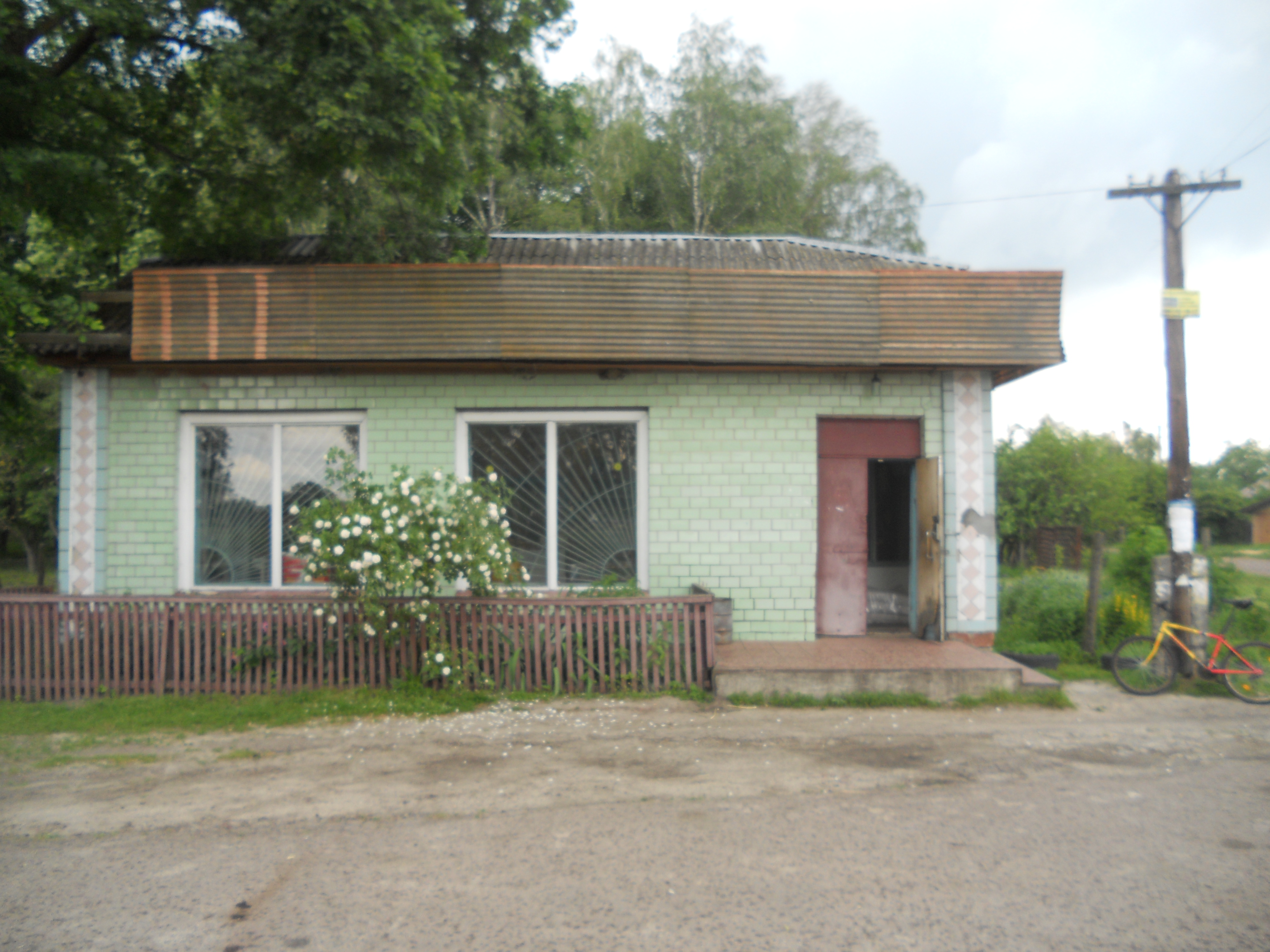
Продуктовий магазин